# Marquesado de Pereira Coutinho
El marquesado de Pereira Coutinho es un título nobiliario español creado el 7 de abril y el 9 de mayo de 2011 por el rey Juan Carlos I de España a favor del empresario portugués Vasco Manuel de Quevedo Pereira Coutinho.

## Origen
Todos los miembros de esta familia siempre han estado muy vinculados con Portugal, donde han tenido siempre su residencia, incluido el actual titular del marquesado de Pereira Coutinho. Su familia es descendiente de los marqueses de los Soidos grandes de España de primera clase, con el vizcondado previo de San Antonio. António Xavier Pereira Coutinho es el bisabuelo del primer titular.
El título se le atribuyó en consideración de su vinculación familiar a España, y por el hecho de ser descendiente de titulares grandes de España, e incluso de tener mejor derecho al título de sus ascendientes que el actual titular, lo que le llevó a querer solicitar la sucesión en su favor, de lo que fue disuadido por el entonces rey Juan Carlos I de España, amigo personal del titular, que le concedió, en compensación, un nuevo título de marqués, aunque sin Grandeza de España.

## Denominación
El nombre del marquesado se refiere a sus apellidos paternos, de origen portugués.

## Armas
La rama de los marqueses de Pereira Coutinho es parte de la rama secundaria de los marqueses de los Soydos grandes de España, que usa por armas: escudo cuartelado: 1, Coutinho; 2, partido en pala: 1.ª, Arrais; 2.ª, de Mendonça; 3, partido en pala: 1.ª, Pimentel antiguo; 2.ª Nogueira; 4, Coutinho; sobre el todo: Pereira; timbre: Coutinho; corona de marqués.

## Marqueses de Pereira Coutinho
|                            | Titular                                  | Periodo                    |
| Creación por Juan Carlos I | Creación por Juan Carlos I               | Creación por Juan Carlos I |
| -------------------------- | ---------------------------------------- | -------------------------- |
| I                          | Vasco Manuel de Quevedo Pereira Coutinho | 2011-actual titular        |

## Historia de los marqueses de Pereira Coutinho
- Vasco Manuel de Quevedo Pereira Coutinho (Lisboa, 13 de mayo de 1952), I marqués de Pereira Coutinho, licenciado en Ciencias Económicas y Financieras por el Instituto Superior de Economia e Gestão de la Universidade Técnica de Lisboa. Se ha dedicado principalmente al negocio inmobiliario, siendo dueño de la Temple y de la Gef, dos gestoras de fondos inmobiliarios.[2] El periódico Semanário lo clasificó como uno de los mayores empresarios portugueses y dice que hizo fortuna con el negocio de la Autoeuropa. El último negocio por lo cual dio a cara fue la construcción de una fábrica de tueste del café en Macau, una inversión de 19 millones con 500 mil euros.[2] A través de la Temple, Vasco Pereira Coutinho tiene un proyecto de urbanización (Campolide Parque) para un área de 133 mil metros cuadrados en Lisboa, una inversión de 250 millones de euros, y ya presentó una propuesta para construir en la llamada Quinta do Estado, Venda Nova, concejo de la Amadora, habiendo contratado para dicho efecto al mediático arquitecto Norman Foster.[2] Sus negocios inmobiliarios están esparcidos por São Paulo, en el Brasil, Angola y China; en cuanto a Portugal las apuestas más fuertes pasan por Lisboa, Oporto, Algarve y Alentejo.[2] Pereira Coutinho vive en un palacete en Lisboa, al que suma la Quinta de Mata-Mouros, en Silves y un castillo, el castillo de São João do Arade, en Ferragudo, en el Algarve.[3] Mergullador, tiene un yate a motor y llegó a montar a caballo diariamente lo que le valió el título de campeón ibérico en juniores, siendo también, como su hermano menor Juan Manuel, un deportista adepto de vehículos motorizados.[3] Es el hijo mayor de Diogo Manuel de Castro Constâncio Pereira Coutinho y de su primera esposa Maria José Carlota de Castro Coutinho de Quevedo Pessanha, bisnieta del I barón de la Quinta do Ferro y I vizconde de la Quinta do Ferro y del I vizconde de Portalegre y trisnieta del I vizconde de Castelo Branco y del I barón de Oleiros y I vizconde de Oleiros, y hermano mayor del también empresario João Manuel de Quevedo Pereira Coutinho.[4][5] Comendador de la Real Orden Militar de Nuestra Señora de la Concepción de Villaviciosa.

Contrajo matrimonio en Lisboa el 24 de julio de 1975 con Isabel Maria de Carvalho Machado da Silva, hija de Manuel Paulo Machado da Silva (1926) y de su esposa Ana Maria Emília da Mota Veiga Pacheco Teixeira Gomes da Silva Carvalho (1931), con la que ha tenido dos hijos:
- - Vasco Machado da Silva Pereira Coutinho (Lisboa, 15 de diciembre de 1978), casado civilmente en Lisboa el 17 de abril de 2009 con Patrícia Maia de Loureiro Rebelo Pinto (Lisboa, São Sebastião da Pedreira, 3 de abril de 1973), casada por primera vez el 20 de septiembre de 1997 con Alexandre Tomé Vieira de Almeida (Lisboa, Nossa Senhora de Fátima, 12 de abril de 1964), divorciados, sin descendencia, con quien ha tenido dos hijas y un hijo: 
    - Maria Luísa Rebelo Pinto Pereira Coutinho (Lisboa, Santa Maria dos Olivais, 23 de septiembre de 2008)
    - Isabel Rebelo Pinto Pereira Coutinho (Lisboa, Encarnação, 4 de enero de 2010)
    - Vasco Rebelo Pinto Pereira Coutinho (Lisboa, 2 de diciembre de 2012)

  - Diogo Machado da Silva Pereira Coutinho (Lisboa, 3 de julio de 1981), casado